# Статус кво
Статус кво (лат. status quo) јест латински израз који значи - садашње тренутно, постојеће стање ствари. Одржати статус кво значи одржати стање онаквим какво тренутно јесте. Слично као статус кво анте, што значи „стање ствари какво је било раније“.
Концепт статуса кво долази од дипломатског израза статус кво анте белум, а значи „као што је било пре рата“, и односи се на повлачење непријатељских трупа и повраћај власти предратном руководству.
Тежња да се одржи статус кво је се обично јавља као супротност потреби за великим и често радикалним променама. Израз се често користи да означи статус битних питања, као што је тренутна културна или друштвена клима целокупног друштва или нације.
Политичари често користе термин статус кво. Понекада постоји политика намерног одржавања амбивалентног статуса уместо његовог формализовања. Овакав пример у политици је политички статус Тајвана. Прича се да је Кларк Кер рекао, "Статус кво је једино решење на које не може бити стављен вето," што значи да се не може једноставно одлучити против статуса кво, већ се мора предузети акција да би се он изменио.